# Канко
Канко́ (яп. 寛弘 — канко, «великодушність») — ненґо, девіз правління імператора Японії з 1004 по 1012 роки.

## Походження
Взято з китайського класичного твору «Хань шу» (漢書): «寛弘尽下、出於恭倹、号令温雅、有古之風烈».

## Хронологія
- 3 рік (1006) — поява наднової зірки (SN1006) у сузір'ї вовка.
- Всі роки — активна творча діяльність Мурасакі Сікібу, Ідзумі Сікібу та інших японських літераторів-чиновників.

## Порівняльна таблиця
| Роки Канко              | 1    | 2    | 3    | 4    | 5    | 6    | 7    | 8    | 9    |
| Григоріанський календар | 1004 | 1005 | 1006 | 1007 | 1008 | 1009 | 1010 | 1011 | 1012 |
| Китайський календар     | 甲辰 | 乙巳 | 丙午 | 丁未 | 戊申 | 己酉 | 庚戌 | 辛亥 | 壬子 |